# Babócsy András
Babócsy András, Külföldön : Andras Vilnrotter-Babócsy (Budapest, 1967. május 19. –) magyar labdarúgókapus., miután felvette édesanyja nevét is külföldön már mint Andras Vilnrotter-Babócsy néven szerepelt, 

## Pályafutása
Első magyar bajnoki mérkőzését a Vasas SC-ben játszotta 1988-ban, amit még több mint 160 követett Magyarországon, többek között az MTK, Stadler FC, Békéscsaba és a Pécs színeiben. 1998-ban külföldre igazolt mint András Vilnrotter-Babócsy (hivatalosan édesanyja családi nevét is felvette ). Először a kínai Guangzhou Matsunichi F.C.-hez igazolt, majd a Finn FC Haka kapusa lett. Itt 1998-2001 között sorban három bajnokságot is nyert a csapattal.  
2002-ben átigazolt a HJK csapatához Helsinkibe, amely újabb két bajnokságot és egy kupagyőzelmet jelentett. 1998 és 2004 között számos alkalommal lépett pályára nemzetközi kupamérkőzéseken (BL, KEK) az FC Haka és a HJK színeiben is. 2003-ban az ötödik bajnokság és a kupa elnyerése évében megválasztották Finnország legjobb kapusának. Ő tartja a finn gólnélküliségi rekordot 882 perccel, amit még az FC Hakával ért el 2001-ben. Az FC Hamenlinnában szerepelt egy idényt 2006.-ban a Finn II.osztályban.  
Hazatérrése után a Budaörs SC NB.III. csapatában játszott. Részese volt a Budaörs SC történelmi bajnoki győzelmének amikor felkerült a csapat az NB.II.-be. Ott lett játékos-edző, valamint volt az FTC, a VASAS utánpótlás kapusedzője. NB.I-es felnőtt csapatban a Honvéd Kispest, Pécsi MFC és az Újpest FC kapusedzője volt. 

## Sikerei, díjai
- Valkeakosken Haka
  - Finn bajnok: 1998, 1999, 2000
- Helsingin JK
  - Finn bajnok: 2002, 2003
  - Finn kupagyőztes: 2003